# Barthélemy Arnault
Pour les articles homonymes, voir Arnault.
Barthélemy Arnault est un homme politique français né le 21 septembre 1837 à Tours (Indre-et-Loire) et décédé le 2 juillet 1894 à Toulouse (Haute-Garonne).

## Biographie
Agrégé de droit, il est professeur d'économie politique à la faculté de Toulouse en 1875. Conseiller général du canton de Montpezat-de-Quercy, il est député de Tarn-et-Garonne de 1885 à 1889, siégeant à droite. Il est également secrétaire perpétuel de l'académie de législation de Toulouse. 

## Sources
- « Barthélemy Arnault », dans Adolphe Robert et Gaston Cougny, Dictionnaire des parlementaires français, Edgar Bourloton, 1889-1891 [détail de l’édition]
- « Barthélemy Arnault », dans le Dictionnaire des parlementaires français (1889-1940), sous la direction de Jean Jolly, PUF, 1960 [détail de l’édition]